# ستيفن لورد
ستيفن لورد (بالإنجليزية: Stephen Lord)‏ هو كاتب سيناريو وممثل بريطاني، ولد في 1 أكتوبر 1972 في المملكة المتحدة.

## أعمال

### أفلام
- (1995) القاضي دريد[3][4]
- (2007) حتى الموت

### مسلسلات
- كان ياما كان

## وصلات خارجية
- ستيفن لورد على موقع IMDb (الإنجليزية)
- ستيفن لورد على موقع ألو سيني (الفرنسية)
- ستيفن لورد على موقع أول موفي (الإنجليزية)
- ستيفن لورد على موقع قاعدة بيانات الأفلام السويدية (السويدية)
- ستيفن لورد على موقع قاعدة بيانات الفيلم (الإنجليزية)
- ستيفن لورد على موقع كينوبويسك (الروسية)